# 加利福尼亞多明尼克大學
加州多明尼克大學（Dominican University of California）是位於美國加利福尼亞州圣拉菲爾的一所私立大學，由多明我會創立於1890年，最初的目的是教育因淘金潮而搬遷至此的女性。1917年形成現在的四年制學院，1971年男女共學。2021年《美國新聞與世界報道》 “西部地區大學”排名中排在第24位。

## 知名校友
- 顏寬恒：在職企管碩士。
- 謝典林：管理學碩士。
- 邱議瑩：管理學碩士。

## 外部連結
- Dominican University of California（页面存档备份，存于）
- Dominican University of California Athletics（页面存档备份，存于）
- Dominican Facts（页面存档备份，存于）
- Dominican History（页面存档备份，存于）
- Dominican Press（页面存档备份，存于）
- History（页面存档备份，存于） page at Dominican University website, gives former name of institution
- About Dominican page at Dominican University website